# 동해삼육고등학교
동해삼육고등학교(東海三育高等學校)는 대한민국 강원특별자치도 동해시 천곡동에 있는 사립 고등학교이다.

## 학교 연혁
- 1981년 11월 25일 : 동해삼육고등학교 설립 인가(9학급)
- 1982년 3월 1일 : 동해삼육고등학교 개교
- 1987년 2월 3일 : 기숙사 신축(2층 86평)
- 1994년 9월 26일 : 신축 교사 준공(870평)
- 2011년 10월 25일 : 생활관 신축 준공
- 2013년 10월 16일 : 교과교실 교사, 급식실, 화장실 준공
- 2019년 1월 8일 : 다목적 체육관 준공
- 2022년 1월 5일 : 제38회 졸업식
- 2025년 3월 1일 : 김형기 교장 취임

## 참고 자료
- 동해삼육고등학교 - 한국교육학술정보원 학교알리미